# DKM1
DKM1 ist der Name eines Theodolits der schweizerischen Firma Kern Aarau und steht für Doppelkreis-Mikrometer-Theodolit. Er wurde in den 1930ern vom Feinmechaniker Heinrich Wild entwickelt und war für lange Zeit das kleinste, als Reisetheodolit konzipierte geodätische Messinstrument. 
Trotz seiner Höhe von nur etwa 13 cm war er genauer als die merklich größeren Bautheodolite anderer Instrumentenhersteller, was vor allem an Wilds Erfindung des Doppelkreis-Prinzips für die Teilkreise der Richtungs- und Höhenmessung lag. Sie verbesserte die Kreisablesung merklich. Statt einer Kreisteilung erhielt der DKM1 deren zwei auf jedem der beiden Glaskreise, die konzentrisch geritzt (später fotomechanisch geätzt) wurden.
Als weitere Neuerung konstruierte Kern-Aarau statt der üblichen vertikalen Fußschrauben im Unterbau des Theodolits drei Stellschrauben mit horizontaler Achse und Spitalnut, was die Bauhöhe um einige Zentimeter verringerte.
Die Weiterentwicklung zum genaueren, nur wenig größeren Sekundentheodolit erhielt den Namen DKM2. Da aber die Kleinheit eines Instruments im rauen Vermessungsalltag nicht immer von Vorteil ist, wurde das in den 1960er-Jahren auf den Markt gebrachte Folgemodell DKM2-A wieder fast in der branchenüblichen Bauhöhe von etwa 20 cm konzipiert.    